# Magelang
Magelang è una città della Reggenza di Magelang, nella provincia indonesiana di Giava Centrale. È posta nella 'piana di Kedu', fra il Vulcano Merbabu (dormiente dal 1797) ed il Vulcano Sumbing (dormiente dal 1730), una fertile area agricola ed una delle zone maggiormente popolate della, pur popolata, Isola di Giava. 

La cittadina è posta fra due fiumi (il Progo ad ovest, l'Elo ad est) è divisa in due zone: Magelang Nord (Magelang Utara) e Magelang Sud (Magelang Selatan). Ad esse, nel 2007, si è aggiunta una terza area, chiamata Magelang Centro (Magelang Tengah).

## Storia
La cittadina è sorta quale base militare per l'esercito coloniale delle Indie Orientali Olandesi. Tanto ben collocata, da servire egregiamente da punto forte per la conduzione, nel 1825-1830, della Guerra di Giava, che oppose l'armata del generale de Kock agli insorti giavanesi del principe ribelle Diponegoro, che qui venne, infine, fatto prigioniero, il 28 marzo 1830. 

Al contrario, dopo la fine della occupazione giapponese, nel 1945, essa servì da roccaforte degli indipendentisti opposti ai rientranti olandesi.

## Monumenti
Di tale tradizione, restano la Accademia Militare Nazionale e la sola scuola militare dell'Indonesia (Taruna Nusantara). 

Magelang è la città più vicina (circa 40 km più a nord-ovest) ai tempi buddisti di Borobudur, originariamente costruiti nel VII secolo. 

Dell'epoca coloniale rimangono alcuni edifici, quali il Karesidenan Kedu. Parimenti, un museo ricorda la cattura del principe Diponegoro.
A fine novecento è stata costruita su una collina la Gereja Ayam ("chiesa gallina"), un luogo di culto e oggi popolare attrazione turistica.

## Immagini di Magelang

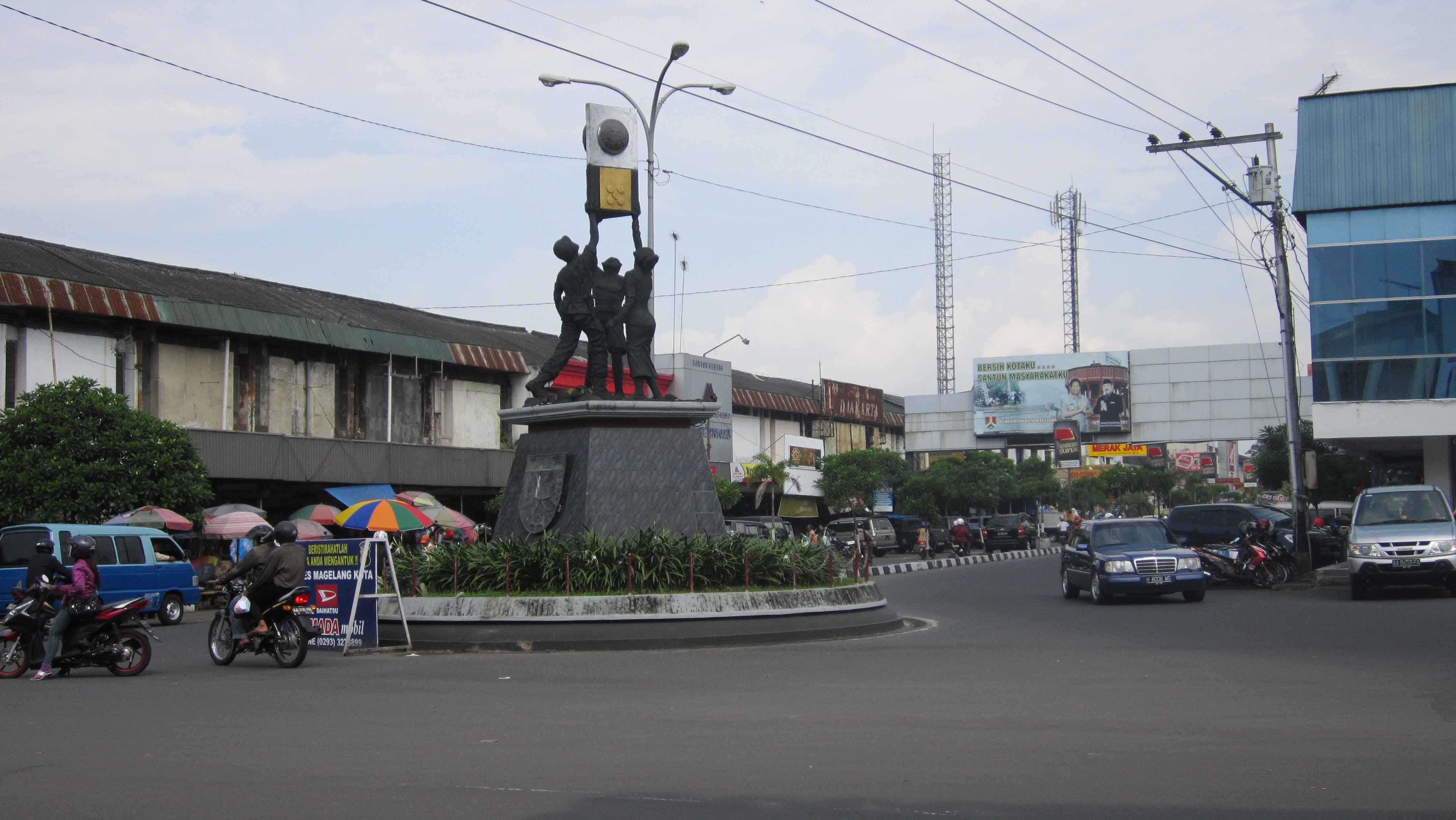
Centro Commerciale di Magelang
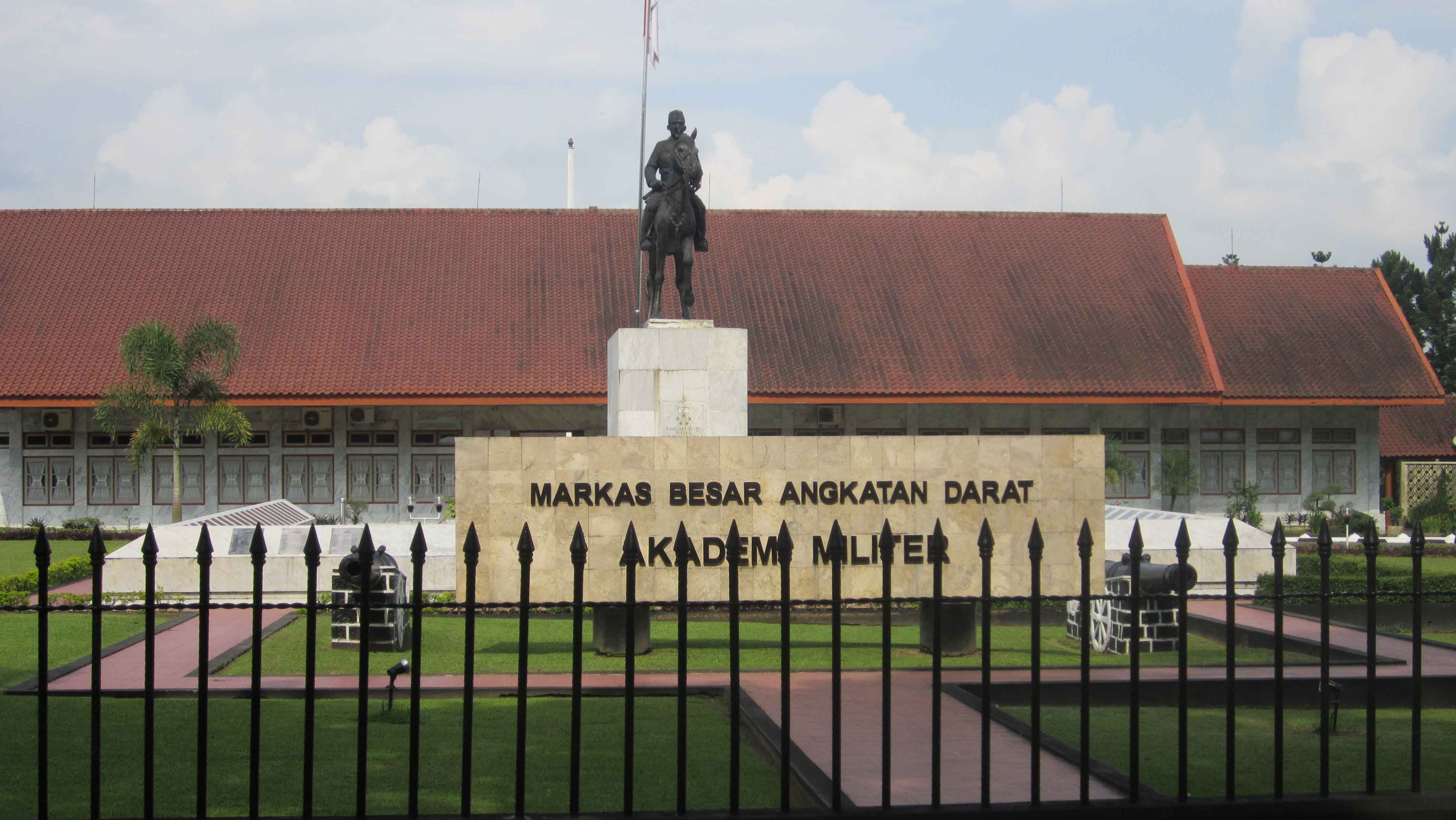
Facciata dell'Accademia Militare
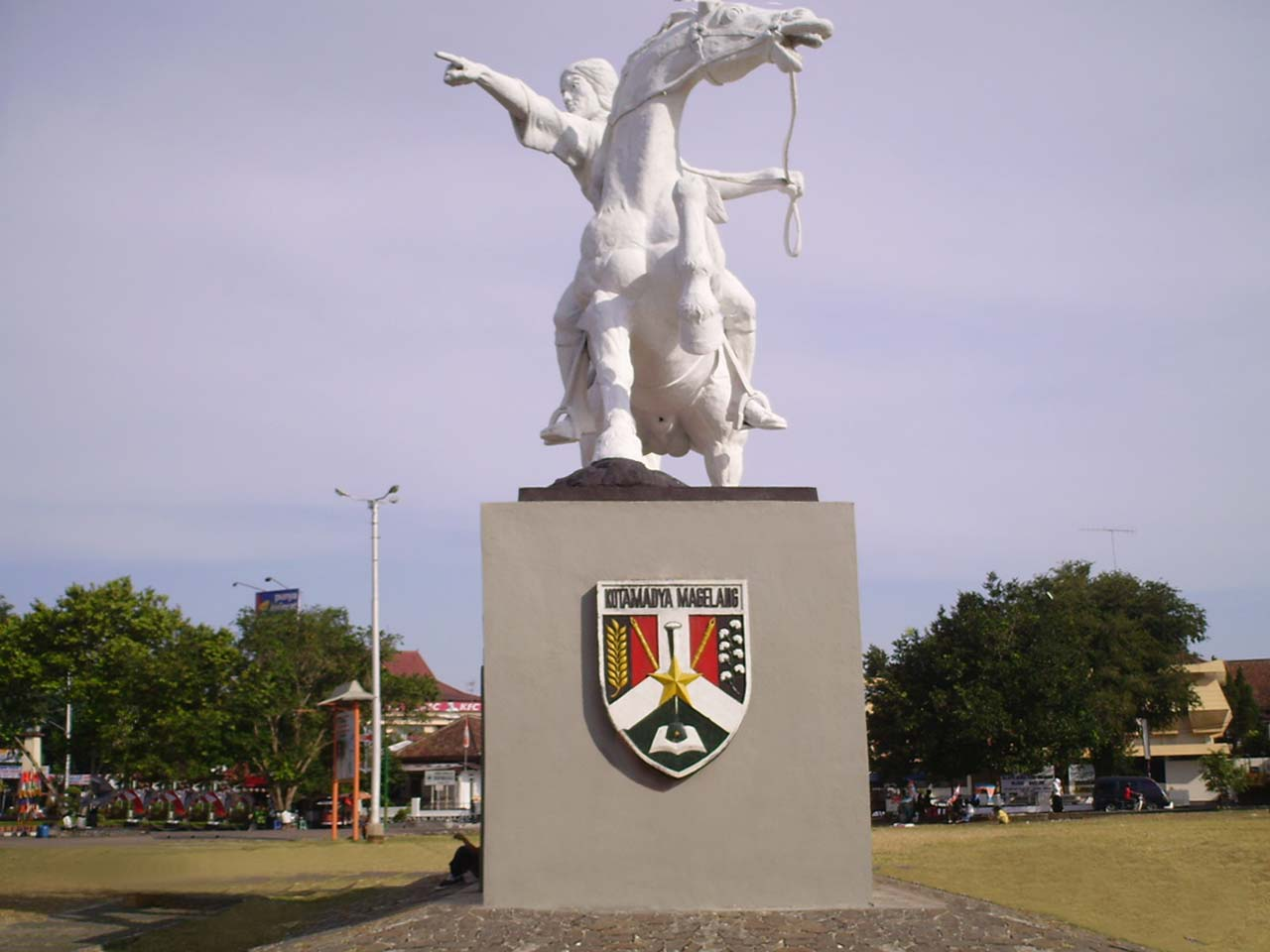
Parco Centrale di Magelang
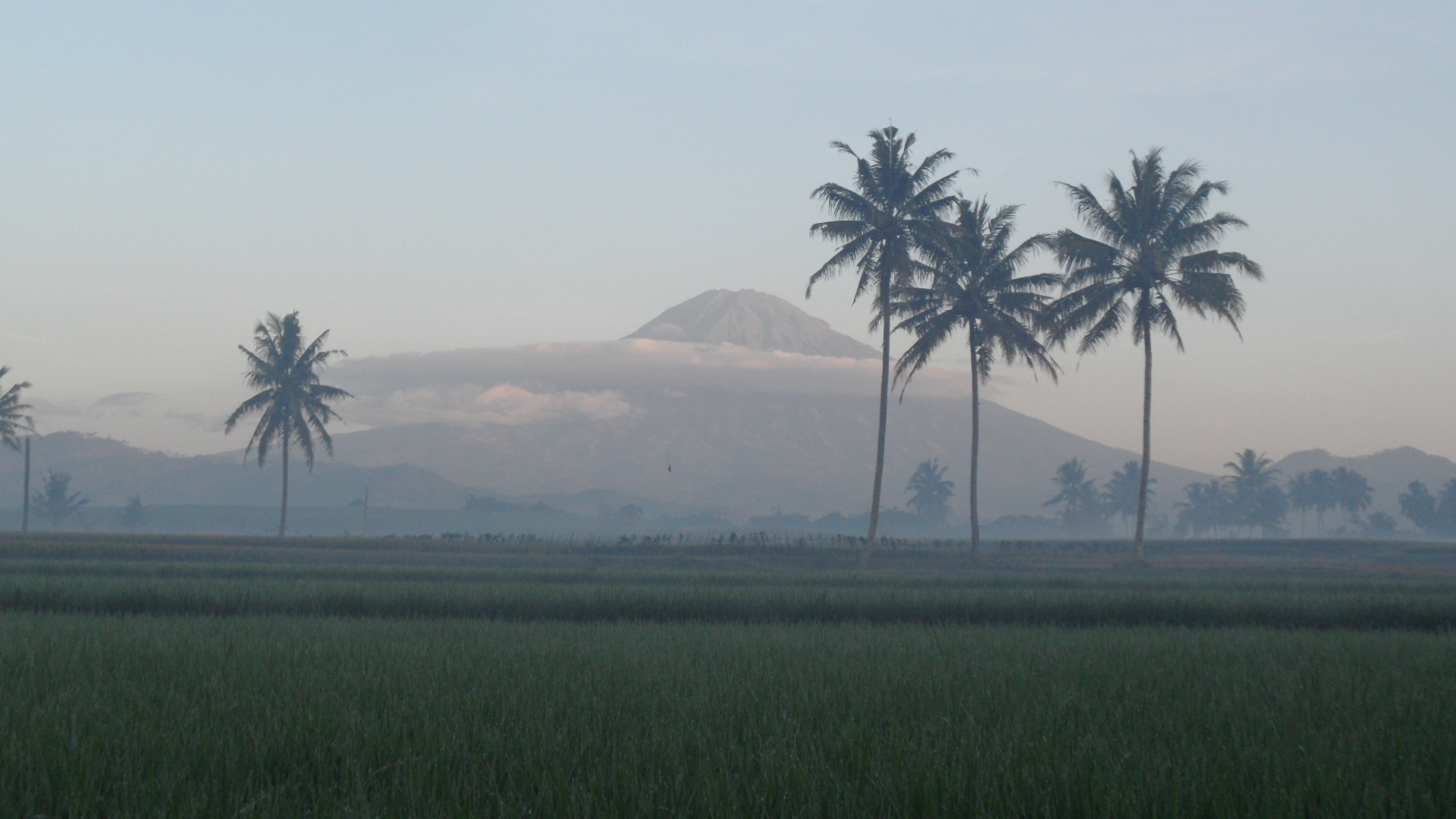
Profilo del Monte Sumbing da Bondowoso, Mertoyudan
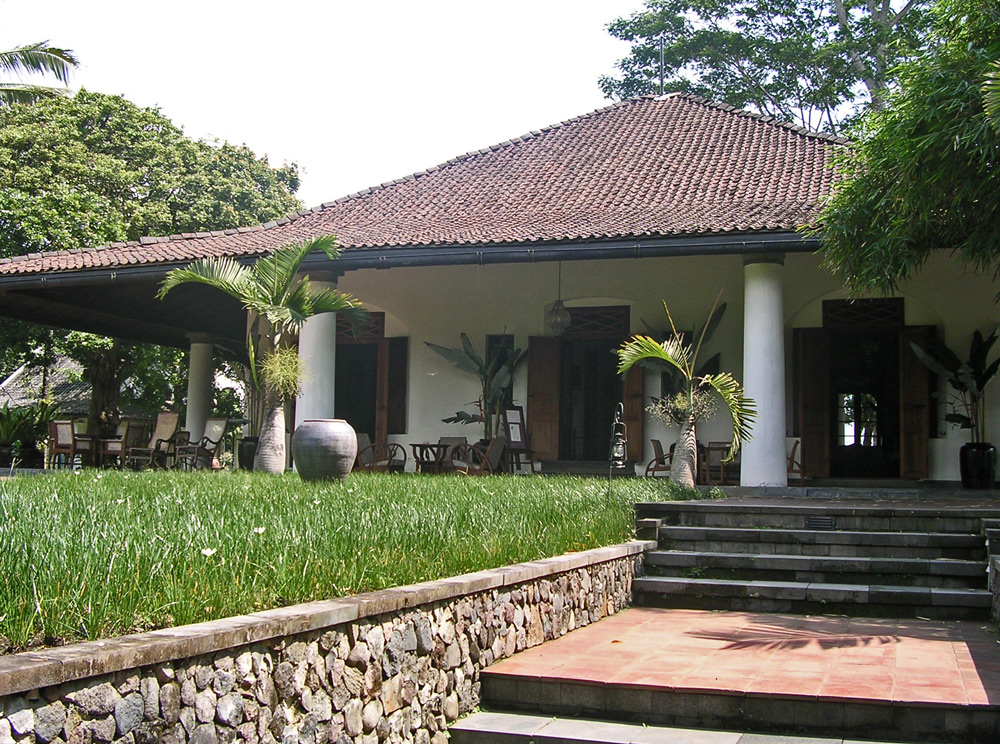
Casa di un'azienda agricola del secolo XIX. Attualmente parte dell'hotel Losari

## Società

### Religione
Magelang è sede di un seminario cattolico, ove sono stati educati praticamente tutti i sacerdoti cattolici oggi attivi sull'Isola di Giava (e, forse, dell'intera Indonesia).